# 황레이

황레이(중국어 간체자: 黄磊, 정체자: 黃磊, 병음: Huáng Lěi, 1971년 11월 6일~)는 중화인민공화국의 배우, 가수, 각본가, 영화 감독, 텔레비전 배우이다. 장시성 난창시에서 태어났다.

## 방송
- 소환희
- 심야식당
- 소별리
- 묵, 로두!
- 파파거나아 시즌2

## 영화
- 구안간인심(2019년)
- 마번가족(2017년)
- 소별리(2016년)
- 극한도전지황가보장(2016년)
- 묵, 로두!(2015년)
- 레전드 오브 래빗: 불의 전설(2015년)
- 아애남규밀(2014년)
- 올 포 유(2012년)
- 부처나사사(2012년)
- 남인방 1(2011년)
- 쇼타임(2010년)
- 화성몰사(2009년)
- 콜 포 러브 2(2008년)
- 여포와 초선 - 접무천애(2004년) - 천애, 여포 역
- 반생연(1997년)
- 야반가성(1994년)
- 현 위의 인생(1991년)